# Leon Askin
Leon Askin (nacido Leon Aschkenasy; Viena, 18 de septiembre de 1907-Viena, 3 de junio de 2005) fue un actor austríaco.

## Biografía
Askin nació en el seno de una familia judía de Viena, hijo de Malvine Susman y Samuel Aschkenasy. Askin ambicionaba desde niño ser actor. Su sueño se cumplió y en los años 30 ya trabajaba como artista de cabaret y director del ABC Theatre de Viena: desde su posición ayudó en 1935 a lanzar la carrera del escritor Jura Soyfer. Actor de gran versatilidad sobre las tablas, se le conocía bajo el sobrenombre de "el hombre de las mil caras".
Askin fue perseguido por los nazis y consiguió emigrar a los Estados Unidos de América a través de Francia, llegando en 1940 a la ciudad de Nueva York sin dinero y apenas unos conocimientos rudimentarios de inglés. Cuando los Estados Unidos entraron en la Segunda Guerra Mundial, Askin se alistó en el ejército. Mientras prestaba servicio, tuvo noticia de la muerte de sus padres en el campo de exterminio de Treblinka.
Al finalizar la guerra, Askin fue a Hollywood, donde se vio abocado a interpretar personajes extranjeros con un acento fuerte al hablar inglés. Los fanes de la serie Adventures of Superman recuerdan sus interpretaciones de un traficante de diamantes de la Europa del Este en un episodio en blanco y negro, y de un primer ministro sudamericano en un episodio en color. Se hizo popular interpretando al General Albert Burkhalter en la sitcom Hogan's Heroes a finales de los sesenta.
A pesar de ser popular básicamente por sus apariciones en cine y televisión, Askin trabajó de forma muy activa en el teatro, tanto de actor como de director. Al contrario que otros austriacos exiliados, Askin nunca rechazó la posibilidad de volver a trabajar en su país natal. De hecho, en 1994 estableció su residencia en Viena, donde permaneció activo hasta su muerte en espectáculos de cabaret, así como en la Volksoper. Recibió la Medalla de Honor de Oro de Viena.
Askin falleció el 3 de junio de 2005 en Viena a la edad de 97 años.